# NITE&DAY
『NITE&DAY』（ナイト アンド デイ）は、日本のロックバンド、黒夢の9枚目のシングル。

## 概要
日本テレビ『ぐるぐるナインティナイン』エンディングテーマ。

## 収録曲
| 全作詞: 清春、全編曲: 黒夢, 佐藤宣彦。 |                               |      |      |      |
| #                                      | タイトル                      | 作詞 | 作曲 | 時間 |
| 1.                                     | 「NITE&DAY」                  | 清春 | 清春 | 5:07 |
| 2.                                     | 「SICK -1997 BURST VERSION-」 | 清春 | 人時 | 3:01 |
| 3.                                     | 「NITE&DAY VOCALLESS TRACK」  | 清春 | 清春 | 5:05 |